# Errouville
Errouville (luxemburgisch: Arweller) ist eine französische Gemeinde mit 682 Einwohnern (Stand 1. Januar 2022) im Département Meurthe-et-Moselle in der Region Grand Est (bis 2015 Lothringen). Sie gehört zum Arrondissement Val-de-Briey und ist Mitglied im Gemeindeverband Communauté de communes Cœur du Pays-Haut. Die Bewohner werden Errouvillois und Errouvilloises genannt.

## Geografie
Die Gemeinde Errouville liegt zwischen Thionville und Longwy an der Grenze zum Département Moselle und nur wenige Kilometer von der Grenze zu Luxemburg entfernt. In unmittelbarer Nähe von Errouville entspringt die Crusnes, ein Nebenfluss der Chiers.
Umgeben wird Errouville von den vier Nachbargemeinden:
| Bréhain-la-Ville |                                             | Crusnes          |
| Fillières        | Kompassrose, die auf Nachbargemeinden zeigt | Aumetz (Moselle) |
|                  | Serrouville                                 |                  |

## Bevölkerungsentwicklung

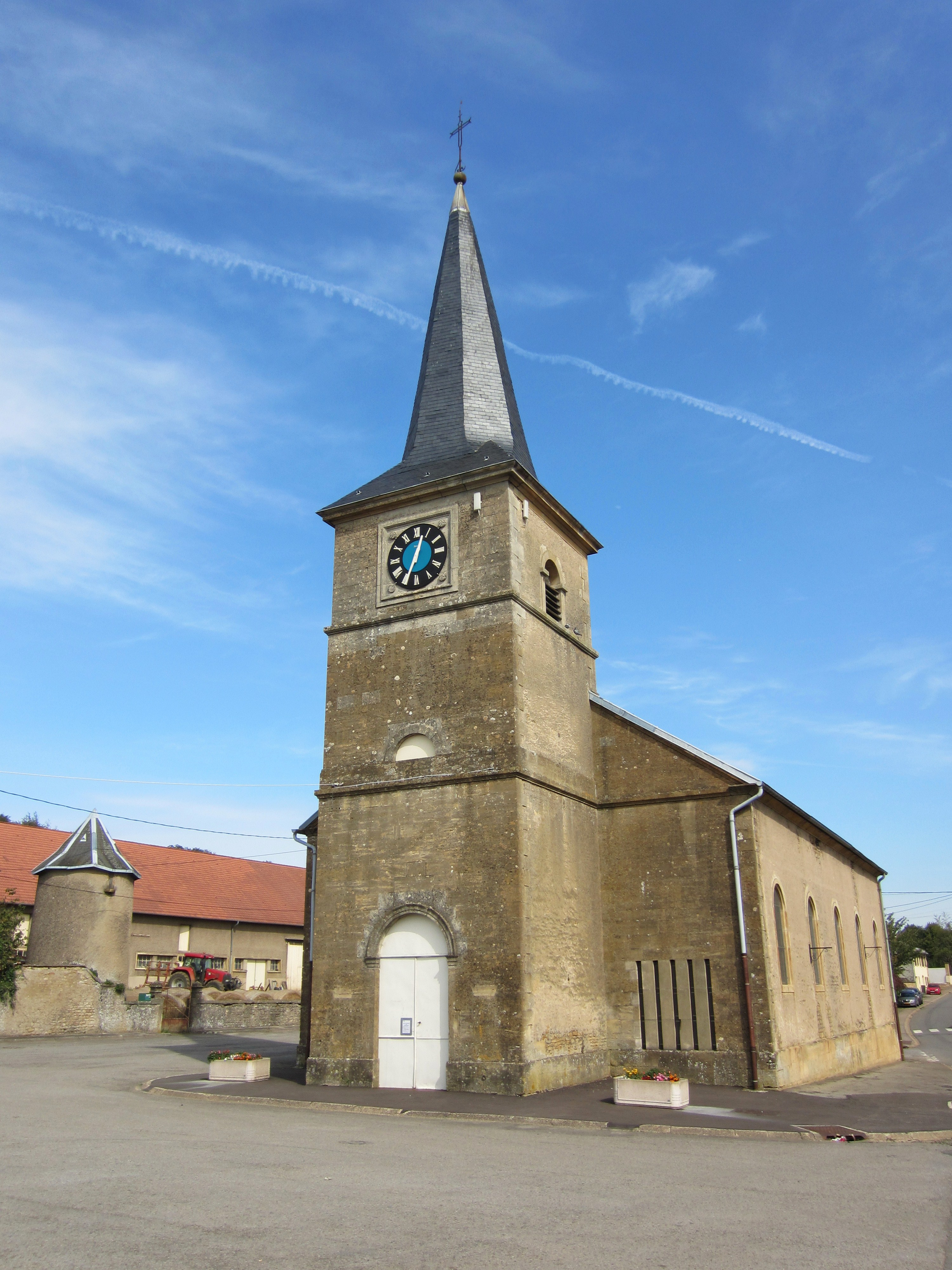
Pfarrkirche Saint-Willibrord

| Jahr      | 1962 | 1968 | 1975 | 1982 | 1990 | 1999 | 2007 | 2019 |
| Einwohner | 1062 | 1117 | 934  | 907  | 793  | 725  | 780  | 699  |

## Sehenswürdigkeiten
- Pfarrkirche Saint-Willibrord (1773)
- Beinhaus aus dem 18. Jahrhundert, seit 1987 als Monument historique eingeschrieben